# Beowulf (1999)
Beowulf (br Beowulf - O Guerreiro das Sombras; pt Beowulf - O Guerreiro) é um filme estadunidense de 1999, dos gêneros fantasia, ficção científica e ação, dirigido por Graham Baker, com roteiro de Mark Leahy e David Chappe levemente baseado no épico poema anglo-saxão Beowulf.
Enquanto parte do filme segue fiel ao poema original, outros elementos desviam do original: o romance entre o rei Hrothgar com a mãe de Grendel e o fato de Grendel ser filho desse romance não fazem parte do poema, assim como o suicídio da rainha, esposa de Hrothgar.

## Elenco
- Christopher Lambert - Beowulf
- Rhona Mitra - Kyra
- Oliver Cotton - Hrothgar
- Götz Otto - Roland
- Vincent Hammond - Grendel
- Charles Robinson - Weaponsmaster
- Brent Jefferson Lowe - Will
- Roger Sloman - Karl
- Layla Roberts - Mãe de Grendel
- Patricia Velasquez - Pendra

## Trilha Sonora
- Jonathan Sloate - Beowulf
- Front 242 - Religion (Bass under siege mix by The Prodigy)
- Pig - No One Gets out of Here Alive
- Gravity Kills - Guilty (Juno Reactor remix)
- Juno Reactor - God is God
- Fear Factory - Cyberdyne
- Laughing US - Universe
- KMFDM - Witness
- Lunatic Calm - The Sound
- Junkie XL - Def Beat
- Urban Voodoo - Ego Box
- 2wo - Stutter Kiss
- Spirit Feel - Unfolding Towards the Light
- Mindfeel - Cranium Heads Out
- Frontside - Dammerling
- Praga Khan - Luv u Still
- Anthrax - Giving the Horns
- Monster Magnet - Lord 13